# Isaak Jakowlewitsch Pomerantschuk
Isaak Jakowlewitsch Pomerantschuk (russisch Исаак Яковлевич Померанчук, wiss. Transliteration Isaak Jakovlevič Pomerančuk; * 7. Maijul. / 20. Mai 1913greg. in Warschau; † 14. Dezember 1966 in Moskau) war ein sowjetischer Physiker.

## Leben und Werk
Pomerantschuk wurde im damals russischen Warschau als Sohn eines Chemieingenieurs (Jakow Isaakowitsch Pomerantschuk) und einer Ärztin (Amalia Davidowna Pomerantschuk) geboren. 1918 zog die Familie nach Rostow am Don und 1923 nach Rubeschnoje im Donezbecken, wo er zur Schule ging. Pomerantschuk arbeitete neben der Schule in einer Fabrik und ging 1931 nach Iwanowo, um Chemieingenieurwesen zu studieren. 1932 wechselte er ans Polytechnische Institut in Leningrad, wo er physikalische Chemie studierte. 1935 empfahl ihn sein Vorgesetzter Alexander Schalnikow weiter an den theoretischen Physiker Lew Landau in Charkow (nachdem er mehrere Glasröhren für Vakuumpumpen zerstört hatte), dessen berüchtigtes „Theoretisches Minimum“ (mehrere schriftliche, sehr anspruchsvolle Prüfungen unter Landaus persönlicher Aufsicht) er in nur zwei Monaten absolvierte. Pomerantschuk wurde einer von Landaus getreuesten Schülern, der auch regelmäßig später seine berühmten Seminare in Moskau besuchte. 1936 veröffentlichte er seine erste Arbeit, über die Streuung von Photonen aneinander in Nature (mit Alexander Achijeser). In den 1930er Jahren gab er eine obere Grenze von 1017 eV für die Energie auf der Erde gemessener geladener Teilchen in kosmischer Strahlung an (aufgrund der Wechselwirkung mit dem Erdmagnetfeld) an. Außerdem arbeitete er über Festkörperphysik.
1937 folgte er Landau nach Moskau und ging nach dessen Verhaftung 1938 an die Universität Leningrad, wo er promovierte und danach 1939/40 am Physikalisch-Technischen Institut arbeitete. 1940 ging er nach Moskau ans Lebedew-Institut, wo er mit einer Arbeit über Wärmeleitung und Schallabsorption in Dielektrika seinen Doktor machte. Während des Zweiten Weltkriegs machte er Forschungen über kosmische Strahlung in Armenien und war ab 1943 im Team von Kurtschatow im Labor Nr. 2, das den ersten sowjetischen Kernreaktor entwickelte, der 1946 in Betrieb ging. Dabei arbeitete er mit Jakow Borissowitsch Seldowitsch zusammen. Er wurde bald der führende Kernreaktor-Theoretiker in der Sowjetunion, wobei er wieder mit Achijeser zusammenarbeitete (ihre damaligen grundlegenden Arbeiten, die als Manuskripte zirkulierten, wurden 2002 von Boris Joffe und Gerasimov als Buch veröffentlicht). Ende der 1940er Jahre begann er auch über Synchrotronstrahlung zu arbeiten (u. a. 1944 mit Iwanenko über die maximale Beschleunigungsenergie im Betatron, was auch die erste veröffentlichte Vorhersage von Synchrotronstrahlung war) und über Supraflüssigkeiten. Dabei entstand die Idee der Pomerantschuk-Kühlung (1950).
1946 präsentierten Seldowitsch, Issai Israilewitsch Gurewitsch, Pomerantschuk und Juli Borissowitsch Chariton der Regierung einen Vorschlag für eine Wasserstoffbombe, was damals nicht einmal geheim eingestuft war und von den staatlichen Stellen auch zunächst nicht sonderlich beachtet wurde (das änderte sich erst als Geheimdienstinformationen auf die Arbeiten der Amerikaner hinwiesen).
Nachdem er vorübergehend 1950 in die Kernwaffenforschung abkommandiert war, was aber mit Bogoljubows Hilfe abgebogen werden konnte, war er 1951 wieder Professor am Institut für Theoretische und Experimentelle Physik (ITEP) in Moskau, wo er ein Seminar für Quantenfeldtheorie gründete. Dabei gelang ihm mit Landau die Entdeckung, dass die Quantenelektrodynamik (QED) und einige andere Quantenfeldtheorien für hohe Energien beliebig stark wird – oder genauer, dass ein endlicher Wert der nackten Ladung bei hohen Energien zu ihrem Verschwinden bei „physikalischen“ Skalen führt. Diese Entdeckungen führten dazu, dass die Quantenfeldtheorie damals in der Landau-Schule und darüber hinaus mit Skepsis betrachtet wurde. Das Verhalten der QED steht im Gegensatz zum Verhalten der 1973 entdeckten asymptotischen Freiheit in der Quantenchromodynamik und anderen nichtabelschen Eichtheorien. 1958 veröffentlichte er sein Pomerantschuk-Theorem (für hohe Energien asymptotische Gleichheit der Wirkungsquerschnitte für Teilchen und Antiteilchen). In den 1960er Jahren beschäftigte er sich mit der damals aktuellen Entwicklungen in der S-Matrix-Theorie von Tullio Regge und anderen, oft in Zusammenarbeit mit Wladimir Gribow in Leningrad (dabei untersuchten sie auch das hypothetische, nach Pomerantschuk benannte „Pomeron“).
Pomerantschuk war in den 1960er Jahren Leiter des Instituts für theoretische Physik am ITEP und gleichzeitig Professor am Moskauer Institut für physikalische Technik (MIFI). Seit 1953 war er korrespondierendes und seit 1964 volles Mitglied der Akademie der Wissenschaften der UdSSR.
1965 erkrankte er an Speiseröhrenkrebs. Noch während seines Krankenhausaufenthalts entwickelte er Ideen für eine Therapie mit Protonen-Beschleunigern, die ab 1969 am ITEP realisiert wurden.
Zu seinen Studenten zählen Samoil Bilenki, Michael Marinov, Lew Okun, Igor Kobsarew, Wladimir Popow, Boris Joffe.
Für die Entdeckung der Synchrotronstrahlung erhielt er 1950 den Stalinpreis, den er auch 1952 gewann. Neben anderen Auszeichnungen erhielt er den Leninorden und den Orden des Roten Banners der Arbeit.
Ihm zu Ehren vergibt das ITEP seit 1998 den Pomerantschuk-Preis.
Sein Spitzname war Tschuk.

## Schriften
- Gesammelte Aufsätze (Собрание научных трудов). 3 Bände. Nauka, Moskau 1972